# Битка при Манцикерт
Битката при Манцикерт (на турски: Malazgirt Savaşı; на гръцки: Η μάχη του Μαντζικέρτ) между Византийската империя и силите на селджукските турци, начело с Алп Арслан, се състои на 26 август 1071 г. близо до Манцикерт, Армения (дн. Малазгирт, Турция) във византийската тема Баспракания.
По време на битката Византийската империя е победена, а император Роман IV Диоген – пленен от селджуците и скоро след това детрониран. Селджуците нанасят решително поражение на Византийската империя и си проправят път за заселване в Мала Азия.

## Предистория
Ранните византийско-селджукски конфликти започват около втората половина на XI век. Селджуците на Тогрул I са се укрепили в Средна Азия за сметка на Абасидите, създали са Велики Селджук и започват серия от кампанийни нападения за грабеж към византийските владения в Мала Азия.
През 1022 г. византийският император Василий II и арменският крал Йоан Смбат III сключват договор, според който арменската столица Ани ще бъде присъединена към Византийската империя, ако Смбат умре, без да остави преки наследници. След смъртта на Василий II през 1025 г. започва упадък на Византийската империя, явен най-вече при императорите Константин IX и Константин X. Когато Йоан Смбат III умира през 1040 г., в страната се разразява гражданска война, в която надмощие взима племенникът на Йоан III Гаджик II, който се настанява в Ани. Константин IX подстрекава селджуците да нападнат арменската столица през 1044 г. и Гаджик II впоследствие е принуден да абдикира, за което е награден от византийците с титли и земи в Кападокия. Константин IX подписва примирие със селджуците, което обаче не продължава дълго.
През 1063 г. идва на власт селджукският султан Алп Арслан и спряното през 1045 г. нахлуване в Армения е подновено. През 60-те години на XI век Алп Арслан позволява на тюркските номади, както и на кюрдите, да се заселват в Армения и Мала Азия. През 1064 година турците превземат арменската столица Ани, която е най-източната крепост от византийската защитна верига от градове: Карс, Ани, Манцикерт, Кхилат, Едеса и Антиохия. Византийската отбранителна стратегия предполага, че гарнизоните, разположени в крепостите по границата, ще могат да удържат противника достатъчно дълго време, за да пристигнат подкрепления от вътрешността. През 1067 г. пада цяла Армения, а след това и Цезарея.
През 1068 г. умира Константин X, оставяйки съпругата си Евдокия Макремволитиса като регент на сина им Михаил Дука. Евдокия се жени за Роман Диоген, византийски пълководец, произлизащ от кападокийско военно семейство. Той се намира в затвора с произнесена смъртна присъда поради участието му в бунт срещу Константин X. Евдокия вероятно го избира, защото той няма собствени поддръжници в Константинопол и следователно по-лесно може да го контролира. Роман се заклева да ѝ служи и да защитава правата на законния наследник Михаил Дука.
Същата година Роман IV Диоген се възкачва на престола, но не се решава да убие членовете на семейство Дука, които представляват опасност за престола му, а само изпраща в изгнание Йоан Дука (брат на Константин X Дука). След няколко бързи военни реформи Роман повежда експедиция срещу селджуците, при която завзема град Йерапол в Сирия. През 1069 г. води нов поход, този път в Армения, но не успява да увлече турците в решителна битка, което засилва настроенията срещу него в Константинопол и семейство Дука започват да заговорничат срещу него.
През 1070 г. положението на Роман в Константинопол е толкова несигурно, че той е принуден да изпрати начело на нова експедиция срещу турците Мануил Комнин, брат на бъдещия император Алексий I Комнин. Мануил е победен и пленен, но убеждава турците да го освободят, за което василевсът ги награждава.
През февруари 1071 г. Роман IV предлага на Алп Арслан подновяване на мирния договор между двете страни, на което Арслан се съгласява, надявайки се да подсигури северния си фланг при евентуална война срещу Фатимидския халифат. Той вдига обсадата на Едеса и се отправя вместо това срещу фатимидската крепост Халеб в Сирия. Предложението на Роман обаче е подвеждащо: неговата цел е да смаже с военна сила турците, мислейки, че само по този начин може да премахне опасността, която турските номади представляват за Анатолия. През пролетта на 1071 г. той повежда експедиция към на източния край на Анатолия, където селджуците са завзели византийската крепост Манцикерт.

## Поход към Манцикерт
Византийската армия се състои от около 9000 войници от западните провинции и сходен брой от източните провинции; 500 франкски и нормански наемници, водени от Русел дьо Байол, българи, руси, кумани, печенеги и узи; пехота под пълководството на управителя на Антиохия, арменци и част от варяжката гвардия, общо 60 000 – 70 000 войници. Качеството на византийските темни (провинциални) войски е понижено преди възкачването на Роман поради отклоняването на средства за набирането на наемници, за които се счита, че е по-малко вероятно да участват във вътрешни заговори и опити за преврат. Заедно с Роман IV е Андроник Дука, син на Йоан Дука, е поставен начело на ариергарда. Роман може би се е надявал, че може да използва Андроник като заложник в случай на бунт в Константинопол.
Докато императорът прекосява Босфора, на рамото му каца сив гълъб, което е сметнато за лоша поличба. Походът през Мала Азия е дълъг и труден и Роман не спечелва сърцата на войниците си, като взема със себе си керван с луксозни принадлежности, включително пълна аптека, турски бани и преносим параклис. Голяма част от кервана на Роман изгаря, вероятно в резултат от саботаж, а някои от любимите му коне се втурват, горящи из лагера. Експедицията минава и покрай избелелите кости на войниците, загинали под предводителството на Мануил Комнин при предишния поход. Експедицията спира за почивка при град Себастея на р. Халис и достига Теодосиопол (дн. Ерзурум, Турция) през юли 1071 г. Там някои от византийските пълководци предлагат продължаване на похода в селджукска територия, докато други като Никифор Вриений предлагат да се укрепи тамошната позиция и да се чака. Роман решава да навлезе в селджукска територия. Мислейки, че Алп Арслан е далече и може би въобще няма да се появи, Роман се насочва към езерото Ван, очаквайки бързо да превземе Манцикерт, както и близката крепост Кхилат по възможност. Арслан обаче вече е в Армения с 30 000-на конница от Халеб, Мосул и другите си съюзници. Шпионите на Алп Арслан му докладват за местоположението на Роман, който обаче е в неведение за местоположението на врага си.
Роман нарежда на своя пълководец Йосиф Тарханиот да отведе част от византийската войска, печенегите и франките на Русел дьо Байол към Кхилат, където да защитава подстъпа от юг, докато той с останалата част от войската се отправи към Манцикерт. Те разделят силите си наполовина, като всеки взема със себе си по около 30 000 души. След среща със силна селджукска част, която напредва от юг, Тарханиот своеволно се отправя към Константинопол, без да влезе в битка срещу селджуците.

## Ход на битката
Роман IV лесно превзема Манцикерт на 23 август, след като селджукският гарнизон се предава. На следващия ден части, събиращи припаси под водачеството на Бриений, се натъкват на селджукската конница и са принудени да отстъпят в Манцикерт. Арменският генерал Басилак е изпратен на помощ с немногобройна кавалерия, тъй като Роман не вярва това да е цялата селджукска войска. Кавалерията е унищожена, а Басилак е пленен. Роман строява войската си и изпраща лявото си крило под Бриений, който е почти обкръжен от бързо настъпващите турци и е принуден отново да отстъпи. Турците се скриват в близките хълмове през нощта, което прави византийско контранападение почти невъзможно. На 25 август някои от турските съюзници (узите) на Роман влизат в досег със селджукските си роднини и дезертират. Роман тогава отхвърля селджукското предложение за мир, тъй като е изпразнил хазната за събирането на армията си и знае, че трябва да се върне в Константинопол с победа. Василевсът се опитва да призове Тарханейот, който обаче не е в района. На 26 август византийската армия се строява в бойна формация и тръгва към селджукските позиции, като лявото крило е под пълководството на Бриений, дясното под Теодор Алят, а центърът – начело с императора. Андроник Дука е поставен начело на резерва. Той е добър пълководец, но враг на императора.
Селджуците се построяват в полумесечна формация на около 4 km разстояние от византийците, а Арслан наблюдава събитията от хълм на безопасно разстояние. Тежката византийска кавалерия препуска срещу турския център. Византийците устояват на стрелковите атаки и до края на следобеда пленяват лагера на Арслан. Дясното и лявото крило обаче, където селджукските стрели нанасят най-големи поражения, почти се разкъсват на отделни части, когато се опитват да въвлекат селджуците в решително сражение, а селджукската конница просто избягва при решително предизвикателство – класическата тактика на степните народи „удряй и бягай“. Не успявайки да въвлече селджуците в решително сражение, Роман е принуден да заповяда отстъпление по залез слънце. Знамето на императора е обърнато по посока към византийския лагер, но на бойния фронт с дължина 7 – 8 km е трудно да се следват строеви команди и обръщането на знамето е изтълкувано като знак, че императорът е победен и бяга. Византийците изпадат в объркване, Алп Арслан вижда възможността, появила се пред него, и заповядва общо нападение. Византийското дясно крило, съставено най-вече от арменци, е разгромено, а лявото крило устоява по-дълго, но и то е сполетяно от същата съдба. Андроник Дука, вместо да се притече на помощ на сънародниците си, се отправя към лагера на армията близо до Манцикерт. Остатъкът от византийския център, включително императорът и варяжката гвардия, членове на която преди няколко години са се били за крал Харолд Годуинсън в Битката при Хейстингс, са обкръжени от селджуците. Конят на Роман е убит, а императорът е ранен и пленен, първият случай в историята, когато е пленен жив византийски император. 

## Последици

### Съдбата на Роман IV
След като поставя крака си на врата на Роман и го кара да целуне земята, Алп Арслан се отнася любезно към него. Роман е пленник на султана за една седмица, през която е уговорено предаването на Антиохия, Едеса, Йерапол и Манцикерт. Десетте милиона златни монети, искани от султана като откуп за василевса, се струват много на втория и султанът се съгласява първоначално да му бъдат платени 1.5 млн., а след това по 360 000 на година. Освен това една от дъщерите на Роман ще се омъжи за сина на султана. Султанът тогава дарява Роман и му дава ескорт от двама емири и сто мамелюци до Константинопол. Семейство Дука обаче са свалили Евдокия и са провъзгласили сина ѝ Михаил VII Дука за император. Той обаче не е способен да управлява, въпреки че е на 20 години, и властта всъщност се упражнява от Йоан Дука, който получава титлата кесар. Роман понася две военни поражения срещу Константин Дука и Андроник Дука и му е обещано да бъде пуснат да отиде в изгнание, но е пленен, ослепен и изпратен на заточение на остров Проти. Скоро след това умира от възпаление в резултат на жестокото му ослепяване.

### Началото на края
Поражението при Манцикерт се счита за началото на упадъка на Византия, завършил с падането на Константинопол в ръцете на османските турци през 1453 г. Макар за Византия поражението е само една загубена битка, селджуците осъзнават, че хилядолетната Римска империя (както и те и византийците наричат Византия) не е непобедима. Гражданската война, която избухва в империята след Манцикерт, я дестабилизира и е трудно да се организира съпротива срещу последвалите турски миграции в Мала Азия. През следващото десетилетие по-голямата част от Мала Азия е залята от турски номадски племена.
През 1078 г. Никифор Вотаниат, управител на Анатолската тема, вдига бунт срещу василевса и поради липсата на достатъчно собствени войски се обръща към селджукския емир Сюлейман ибн Куталамис, с чиято помощ се отправя към Константинопол. Никифор Вриений и Никофор Василаки въстават на запад. Михаил Дука осъзнава безнадеждността на ситуацията, абдикира и се оттегля в манастир и Вотаниат е провъзгласен за император. Вотаниат изпраща Алексий Комнин с турска армия срещу Василаки, но когато зетят на Комнин – Никифор Мелисин, също въстава, Алексий се отмята от Вотаниат и сам узурпира трона през 1081 г.
Опитът на Русел дьо Байол да откъсне за себе си като независимо кралство Галатия със своите 3000 франкски, нормански и германски рицари и неуспехът на Йоан Дука да го спре кара византийците да се обърнат към селджуците за помощ. Те се възползват от създадената възможност, предават Байол на византийците и се установяват в Никея през 1077 г. Никея се превръща в новата столица на нов, Иконийски султанат откъснал се от Велики Селджук.
В резултат на поражението при Манцикерт в Западна Европа се заражда Кръстоносното движение, което също допринася за падането на Византийската империя, след като през 1204 г. Четвъртият кръстоносен поход превзема и плячкосва Константинопол.